# Acácio Quifucussa
Acácio Quifucussa (10 de agosto de 1997) es un deportista angoleño que compite en judo. Ganó de bronce en los Juegos Panafricanos de 2019, y una medalla una medalla de bronce en el Campeonato Africano de Judo de 2018.

## Palmarés internacional
| Juegos Panafricanos | Juegos Panafricanos | Juegos Panafricanos | Juegos Panafricanos |
| Año                 | Lugar               | Medalla             | Categoría           |
| ------------------- | ------------------- | ------------------- | ------------------- |
| 2019                | Rabat (Marruecos)   | Medalla de bronce   | –73 kg              |
| Campeonato Africano |                     |                     |                     |
| Año                 | Lugar               | Medalla             | Categoría           |
| 2018                | Túnez (Túnez)       | Medalla de bronce   | –73 kg              |